# Xtep
La Xtep International Holdings Limited (Xtep) è una multinazionale di abbigliamento sportivo cinese, con sede a Quanzhou, Fujian.
È impegnata nella progettazione, sviluppo, produzione e vendita di abbigliamento sportivo con il marchio di proprietà della società "Xtep" e del marchio "Koling", oltre a quello della "Disneyland Sports".
È quotata nel listino Hong Kong Stock Exchange dal giugno 2008.
Il 28 gennaio 2010 l'azienda cinese annuncia di aver firmato un accordo di 7 milioni di sterline con il club di Premier League del Birmingham City. Il vice presidente del club inglese, Peter Pannu, descrisse l'accordo come la "più importante sponsorizzazione che il club abbia mai firmato" e dichiarò inoltre che "la Xtep è un'importante azienda di abbigliamento sportivo sul mercato cinese e che questa sponsorizzazione diffonderà nell'Estremo Oriente il brand del Birmingham City".

## Sponsorships

### Atletica
- Justin Gatlin

### Calcio

#### Squadre
- Al Ahli (dalla stagione 2019-20)
- Al-Shabab (dalla stagione 2018-19)
- Perlis (dalla stagione 2014-15)
- Biu Chun Rangers Football Club